# Tecomeae
Tecomeae Endl., 1839 è una tribù di piante Spermatofite Dicotiledoni appartenenti alla famiglia Bignoniaceae (ordine delle Lamiales).

## Etimologia
Il nome della tribù deriva dal suo genere più importante (Tecoma Juss., 1789) la cui etimologia deriva a sua volta dall'abbreviazione del nome messicano (tecomaxochitl) per questo tipo di piante. Il nome scientifico della tribù è stato definito per la prima volta dal botanico, numismatico e orientalista austriaco Stephan Ladislaus Endlicher (Pressburg, 24 giugno 1804 – Vienna, 28 marzo 1849) nella pubblicazione "Genera Plantarum Secundum Ordines Naturales Disposita" (Gen. Pl.: 711) del 1839.

## Descrizione

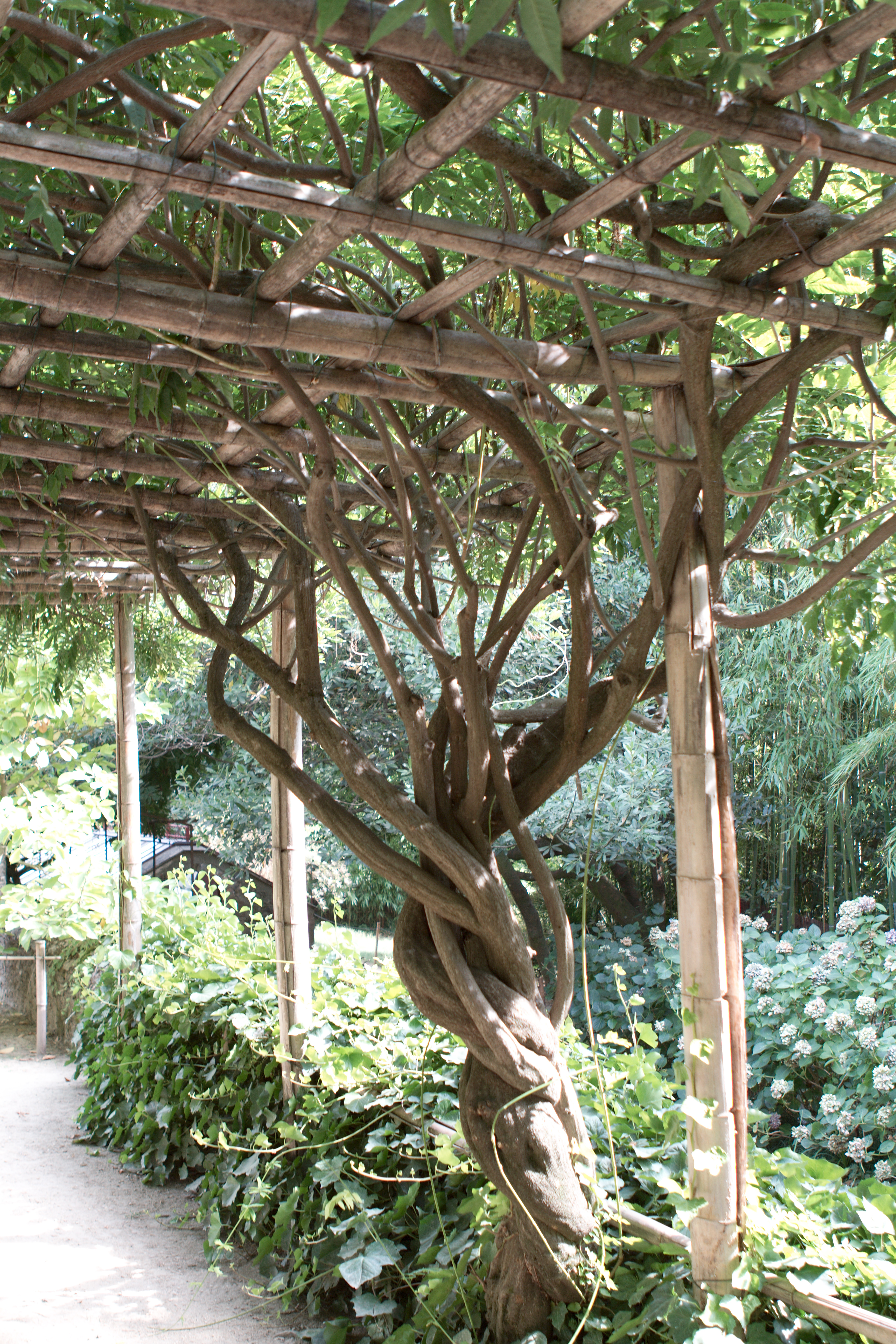
Il portamento
Campsis radicans

- Le piante di questa tribù hanno un portamento arbustivo, arboreo oppure lianoso. Non sono presenti ghiandole tra picciolo e picciolo e neppure pseudostipole (presenti invece in altre specie della stessa famiglia). Sono presenti iridoidi e glicosidi fenolici. Sono inoltre piante che possono svilupparsi con una copertura densa e ampia.[1][2][5][7]

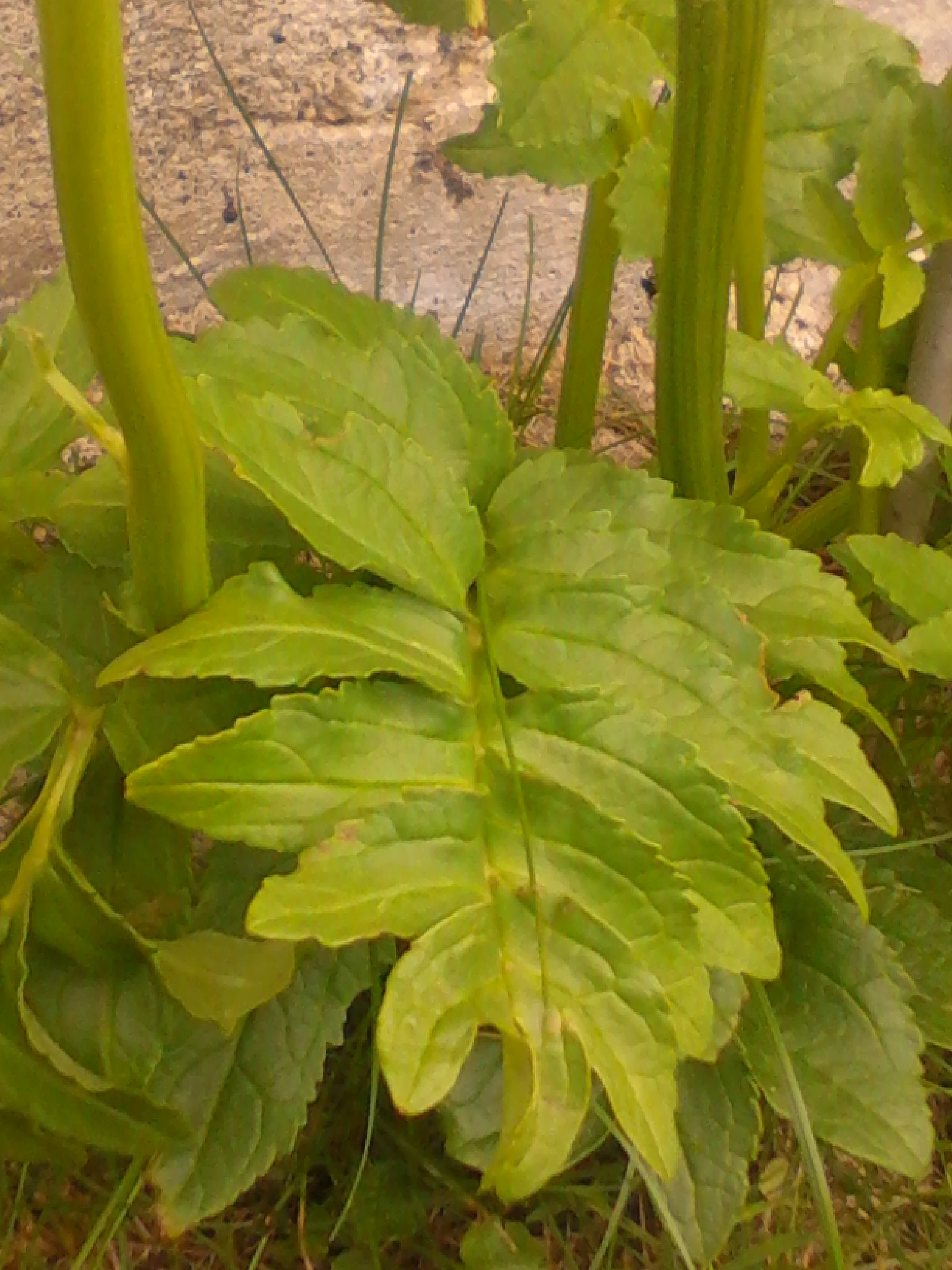
Le foglie
Incarvillea delavayi

- Le foglie lungo il caule in genere sono a disposizione opposta, hanno delle forme pennate, o imparipennate, o palmate, oppure sono semplici (con contorno continuo). Le foglioline sono dentate e membranose.

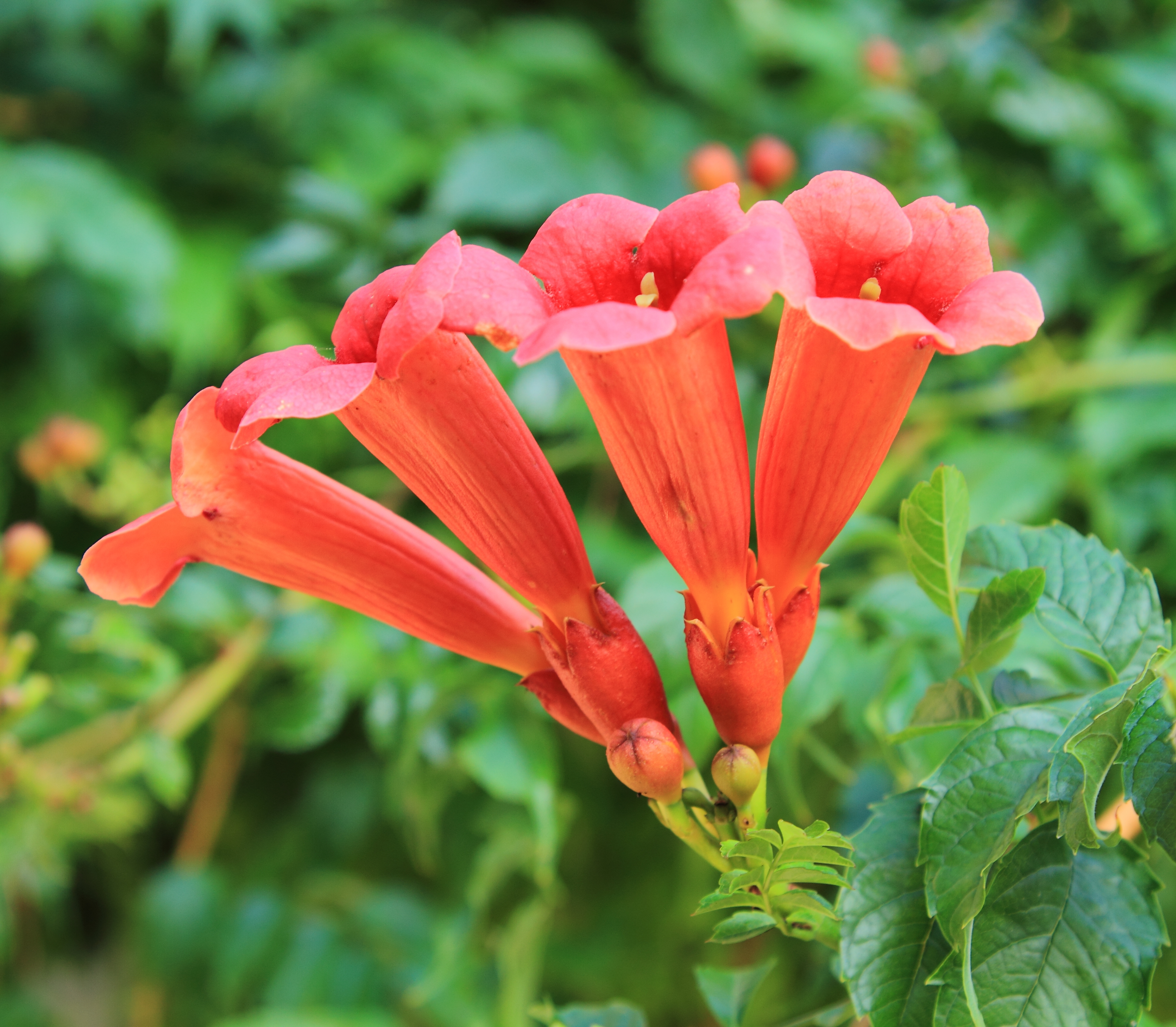
Infiorescenza
Campsis radicans

- Le infiorescenze in genere sono costituite da pochi fiori su strutture di tipo cimoso, racemoso, tirsoide o corimboso sia terminale che ascellare.

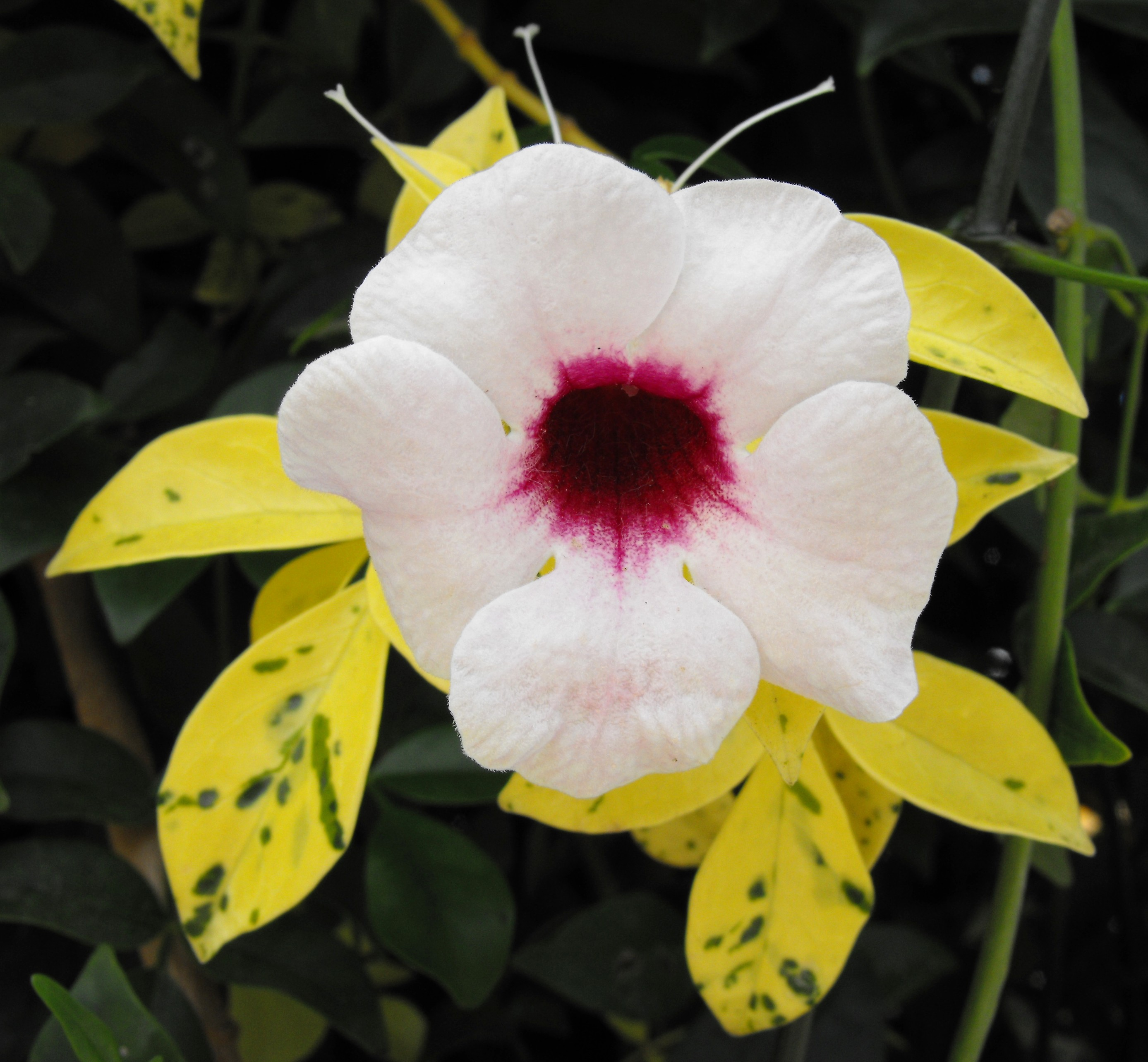
Il fiore
Pandorea jasminoides

- I fiori sono ermafroditi, zigomorfi e tetraciclici (ossia formati da 4 verticilli: calice– corolla – androceo – gineceo) e più o meno pentameri (ogni verticillo ha 5 elementi). I fiori in genere sono grandi e vistosi a forma più o meno campanulata.

- Formula fiorale: per queste piante viene indicata la seguente formula fiorale:

* K (5), [C (2 + 3), A (2 + 2 + 1)], G (2), supero, capsula
- Il calice, gamosepalo, con forme generalmente campanulate, è composto da 5 sepali connati terminanti in 5 denti irregolari da lobati a spatiformi.

- La corolla, gamopetala, con forme generalmente tubulari, è composta da 5 petali connati; la parte apicale della corolla spesso è bilabiata.

- L'androceo è formata da 4 stami didinami con antere a due teche, diritte, divaricate o divergenti; i filamenti degli stami sono attaccati (adnati) al tubo corollino. Può essere presente un quinto stame sterile (staminoide). I granuli pollinici sono di vario tipo, in alcuni casi sono dispersi in tetradi o poliadi.

- Il gineceo ha un ovario supero bicarpellare (biloculare) con placentazione assile, ossia sono presenti due placente con un setto separatore centrale. Il nettare forma un anello discoide attorno all'ovario. Lo stilo è bilobato (a 2 stigmi sensitivi che si chiudono immediatamente a contatto con l'impollinatore). Gli ovuli sono da uno a numerosi, multiseriati per loculo e in genere di tipo anatropo; hanno un tegumento e sono tenuinucellati (con la nocella, stadio primordiale dell'ovulo, ridotta a poche cellule).

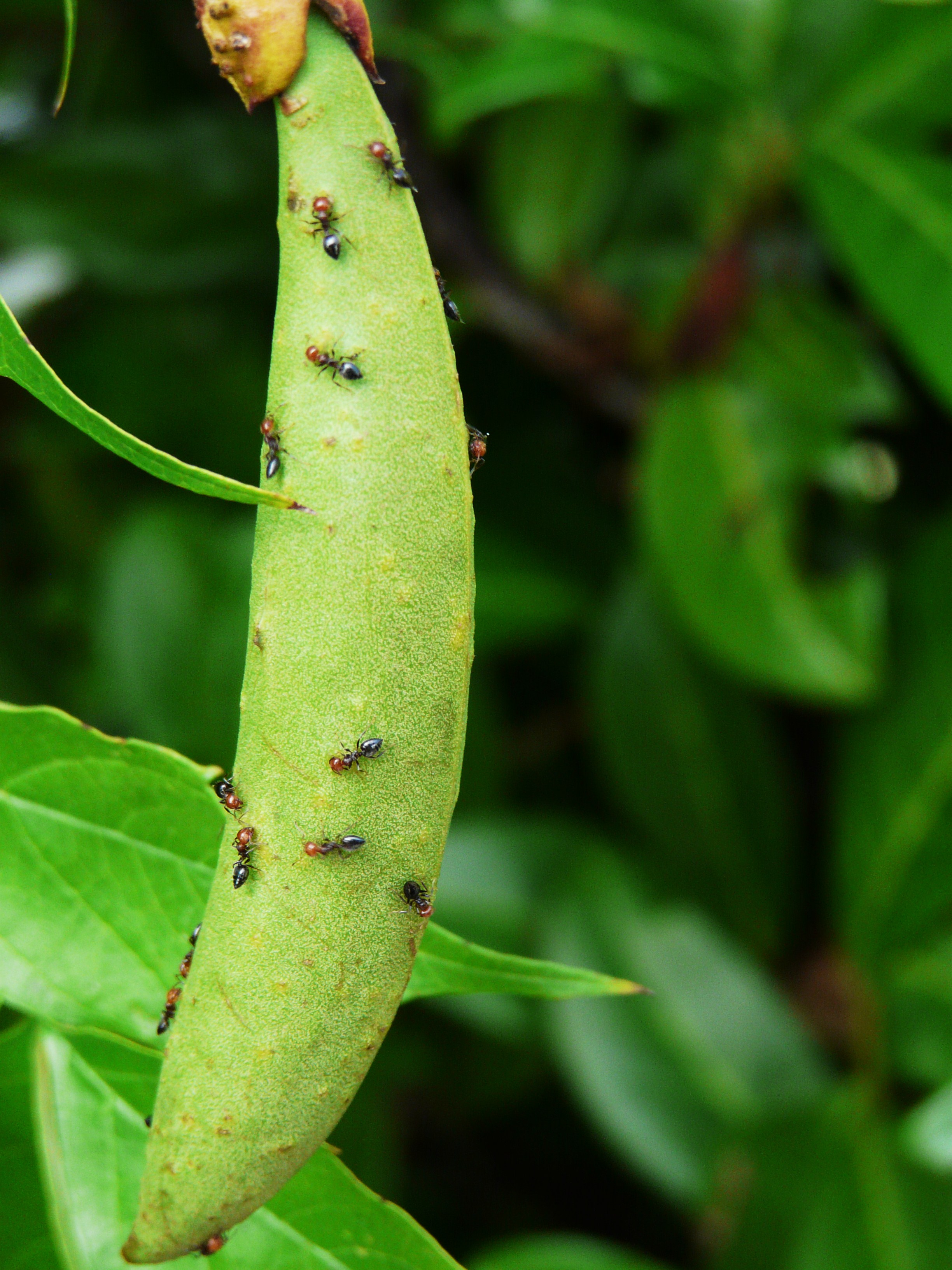
Il frutto
Campsis radicans

- I frutti sono delle capsule con deiscenza perpendicolare al setto (deiscenza loculicida). I semi sono usualmente piatti, privi di endosperma. I cotiledoni sono profondamente bilobati.

## Riproduzione
- Impollinazione: l'impollinazione avviene tramite insetti come le api/farfalle/lepidotteri (impollinazione entomogama) oppure uccelli (impollinazione ornitogama) oppure pipistrelli (impollinazione chirotterogama).
- Riproduzione: la fecondazione avviene fondamentalmente tramite l'impollinazione dei fiori (vedi sopra).
- Dispersione: i semi cadendo (dopo aver eventualmente percorso alcuni metri a causa del vento - dispersione anemocora) a terra sono dispersi soprattutto da insetti tipo formiche (disseminazione mirmecoria).

## Distribuzione e habitat
La distribuzione di questa tribù è varia: dal Nord America al Sud America, Africa (soprattutto Madagascar) e Asia tropicale con habitat da temperati e subtropicali a tropicali.

## Tassonomia
La famiglia di appartenenza di questa tribù (Bignoniaceae) comprende circa 850 specie con oltre un centinaio di generi con una distribuzione soprattutto neotropicale (solo poche specie di questa famiglia: 2 - 3 sono presenti nella flora spontanea italiana). La tribù Tecomeae è una delle otto tribù nella quale attualmente è suddivisa la famiglia e comprende 16 generi con circa 70 specie.

### Filogenesi
Una recente ricerca di tipo filogenetico ha suddiviso la famiglia in 8 cladi principali. La tribù Tecomeae ha una posizione "basale" nella famiglia: è "gruppo fratello" della tribù Bignonieae insieme al "core" delle Bignoniaceae formato dai tre gruppi: Catalpeae/Oroxyleae, "Tabebuia alleanza" e il "Clade paleotropicale".
La tribù Tecomeae nelle classificazioni del passato comprendeva un grande numero di generi (43) ma così era parafiletica. Ora comprende 12 generi e con questa nuova circoscrizione è monofiletica. Altri quattro piccoli generi (Neosepicia, Pajanella, Pauldopia e Santisukia), non campionati negli ultimi studi, rientrano probabilmente nella stessa circoscrizione. Il genere Tecomaria, normalmente incluso in Tecoma, risulta più vicino al genere Podranea per cui è opportuno tenere le sue specie separate da Tecoma.
Il cladogramma tratto dallo studio citato, e semplificato, mostra la struttura filogenetica interna della tribù.

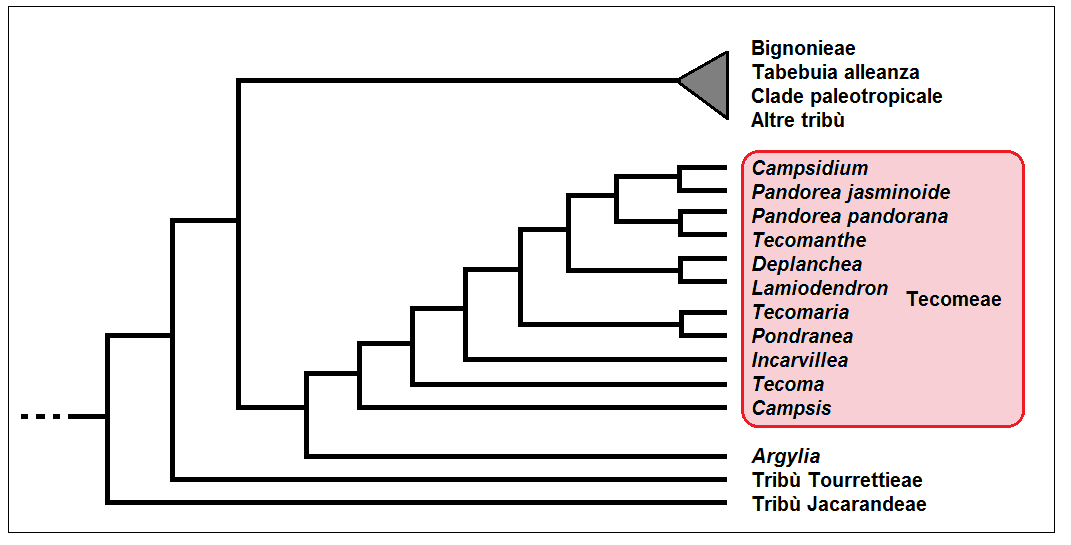
Cladogramma della tribù

### Descrizione dei generi della tribù
Elenco dei generi attualmente descritti all'interno della tribù.
| Genere                               | Nr. specie                                            | Distribuzione                                         | Caratteri principali |
| ------------------------------------ | ----------------------------------------------------- | ----------------------------------------------------- | --- |
| Campsidium Seem., 1862               | Una specie (C. valdivianum (Phil.) Skottsberg)        | Foresta Valdivian (Cile e Argentina)                  | Portamento lianoso; foglie opposte, sessili e pennate con 5 - 17 foglioline; infiorescenze terminali racemose con pochi fiori; calice campanulato a 5 denti; corolla rosso brillante a forma tubulare; gli stami sono 4 inclusi nel tubo corollino con antere glabre e teche parallele; ovario ovato con ovuli multiseriati per loculo; capsula strettamente ellissoide. |
| Campsis Lour, 1790                   | 2                                                     | Cina e Nord America (orientale)                       | Portamento lianoso; foglie opposte e imparipennate; infiorescenze terminali tipo tirso con pochi fiori; calice campanulato a 5 denti; corolla arancio con forme da campanulate a tubulari; gli stami sono 4 (più uno staminoide rudimentale) inclusi nel tubo corollino con antere glabre; ovario piatto da ellissoide a oblungo con ovuli multiseriati per loculo; capsula strettamente oblunga. |
| Deplanchea Vieill., 1862             | 8                                                     | Malaysia, Australia e Nuova Caledonia                 | Portamento arboreo; verticilli di 3 - 4 foglie semplici; infiorescenze terminali tipo tirso con pochi fiori; calice campanulato a 5 denti; corolla gialla con forme da campanulate a tubulari; gli stami sono 4 (raramente sono presenti degli staminoidi) sporgenti dal tubo corollino con antere glabre e teche divergenti; ovario ovoide-ellittico, glabro e con numerosi ovuli; capsula a forma ellissoide non sottesa dal calice. |
| Dinklageodoxa Heine & Sandwith, 1962 | Una specie (D. scandens Heine & Sandwith)             | Liberia                                               | Portamento lianoso; foglie opposte e imparipennate; infiorescenze terminali tipo tirso con 10 - 20 fiori; calice campanulato a 5 denti; corolla bianca (lilla alla base e sfumata di porpora internamente) con forme da campanulate a tubolari; gli stami sono 4 inclusi nel tubo corollino con antere glabre e teche diritte (sono presenti staminoidi); ovario ellittico, glabro e con numerosi ovuli. |
| Incarvillea Juss., 1789              | 17                                                    | Himalaya e Asia (orientale)                           | Portamento erbaceo con cicli biologici annuali, bienni o perenni; foglie a disposizione opposta o alterna con forme pennate composte; infiorescenze di racemi terminali o ascellari; calice campanulato a 5 denti; corolla rosa con gole gialle con forme da campanulate a tubolari; gli stami sono 4 inclusi nel tubo corollino con antere glabre e teche divergenti (sono presenti staminoidi); ovario lineare-oblungo con 4 serie di ovuli per loculo; capsula a forma lineare non sottesa dal calice.                                                                                                  |
| Neosepicaea Diels, 1922              | 4                                                     | Isole Molucche, Nuova Guinea e Queensland (Australia) | Portamento lianoso; foglie a disposizione opposta con forme palmate; infiorescenze terminali o ascellari tipo tirso con molti fiori; calice da cupulato a campanulato a 5 parti; corolla marrone, rossa o arancio con forme brevemente campanulate ricurve; gli stami sono 4 inclusi nel tubo corollino con antere glabre e teche divaricate (sono presenti staminoidi); ovario oblungo, squamoso e con numerosi ovuli per loculo; capsula stipitata, squamosa con forme oblungo-lineari e sottesa dal calice.                                                                                             |
| Pajanelia DC., 1838                  | Una specie (P. longifolia (Willd.) Schum.)            | Dalla Costa di Malabar all'Asia del Sud-Est           | Portamento arboreo; foglie a disposizione opposta con forme uno-pennate; infiorescenze terminali o ascellari con pochi fiori in fasci tirsoidi; calice campanulato con lobi irregolari; corolla giallo pallido con forme campanulate ad apertura notturna; gli stami sono 4 inclusi nel tubo corollino con antere glabre e teche divergenti (sono presenti staminoidi); ovario oblungo-cilindrico, squamoso e con numerosi ovuli multiseriati per loculo; capsula piatta, obovato-lanceolata, non sottesa dal calice.                                                                                      |
| Pandorea (Endl.) Spach, 1840         | 7                                                     | Malaysia, Australia e Nuova Caledonia                 | Portamento lianoso (sempreverde); foglie a disposizione opposta con forme imparipennate composte; infiorescenze ascellari tirsoidi; calice da cupulato a campanulato, troncato con lobi irregolari; corolla bianca con forme da tubulari a campanulate, spesso incurvata; gli stami sono 4 inclusi nel tubo corollino con antere glabre e teche divaricate (sono presenti staminoidi); ovario oblungo, squamoso e con numerosi ovuli per loculo; capsula stipitata, squamosa con forme oblungo-lineari affusolate e sottesa oppure no dal calice.                                                          |
| Pauldopia Steenis, 1969              | Una specie (P. ghorta (Buch.-Ham. ex G. Don) Steenis) | India (nord-est) e Asia (sud-est)                     | Il portamento è arbustivo o formato da piccoli alberi; foglie a disposizione opposta con forme bipennate e rachidi alati; infiorescenze terminali o ascellari formate da tirsi pendenti; calice campanulato, troncato con 5 piccoli lobi; corolla giallo pallido con guide per il nettare marroni/rosse con forme da tubulari a campanulate e ricurve; gli stami sono 4 inclusi nel tubo corollino con antere glabre e teche divergenti (sono presenti staminoidi); ovario lineare, squamoso e con numerosi ovuli 1-2-seriati per loculo; capsula subfalcato-lineare, affusolata e non sottesa dal calice. |
| Podranea Sprague, 1904               | 2                                                     | Africa (tropicale orientale e meridionale)            | Portamento lianoso o rampicante; foglie a disposizione opposta con forme imparipennate; infiorescenze terminali formate da tirsi; calice campanulato con 5 denti; corolla lavanda con sfumature magenta con forme da tubulari a campanulate; gli stami sono 4 inclusi nel tubo corollino con antere glabre e teche diritte (sono presenti staminoidi); ovario con forme lineari, glabro e con numerosi ovuli 6-seriati per loculo; capsula a forma lineare sottesa dal calice. |
| Santisukia Brummitt, 1992            | 2                                                     | Thailandia                                            | Portamento arboreo (piccoli alberi); foglie verticillate con forme pennate con 4 - 10 paia di foglioline; infiorescenze terminali a tirso; calice da tubulare a campanulato irregolarmente lobato; corolla da bianca a lilla pallido con gole giallo-verdastre con forme da tubulari a campanulate e lobi subuguali; gli stami sono 4 inclusi nel tubo corollino con antere glabre e teche divergenti (sono presenti staminoidi); ovario oblungo-ellissoide, squamoso e con numerosi ovuli per loculo; capsula oblungo-ellissoide, non sottesa dal calice.                                                 |
| Tecoma Juss., 1798                   | 14                                                    | Africa e America                                      | Portamento arbustivo o arboreo (piccoli alberi); foglie a disposizione opposta con forme semplici, 3-fogliate o imparipennate composte; infiorescenze terminali di racemi o tirsi; calice cupulare a 5 parti; corolla gialla o arancio-rossa con forme da tubulari a campanulate o strettamente tubulari e simili ad un vassoio; gli stami sono 4 inclusi nel tubo corollino con antere glabre o pelose e teche da divaricate a divergenti; ovario a forma strettamente cilindrica, squamoso e con ovuli 2-seriati per loculo; capsula lineare, talvolta sottesa dal calice.                               |
| Tecomaria (Endl.) Spach              | 2                                                     | Africa (tropicale meridionale)                        | Portamento arbustivo o arboreo (piccoli alberi); foglie a disposizione opposta con forme imparipennate; infiorescenze terminali tipo racemo; calice campanulato a 5 denti; corolla da arancio a scarlatta a forma tubulosa strettamente imbutiforme a sezione più o meno cilindrica e ricurva; gli stami sono 4 sporgenti; ovario con numerosi ovuli per loculo; capsula piatta. |
| Tecomanthe Baill., 1888              | 5                                                     | Malaysia, Australia e Nuova Zelanda                   | Portamento lianoso e rampicante; foglie a disposizione opposta con forme pennate; infiorescenze cauliflore o racemi pendenti ascellari con pochi fiori; calice cupuliforme a 5 lobi; corolla rosa con forme campanulate; gli stami sono 4 inclusi nel tubo corollino con antere glabre e teche divaricate (sono presenti staminoidi); ovario a forma cilindrica, squamoso, con ovuli multiseriati in due placente per loculo; capsula lineare-affusolata, talvolta sottesa dal calice. |

## Specie della flora spontanea italiana
Nella flora spontanea italiana di questa tribù è presente solamente la specie Campsis radicans (L.) Seem. presente in Italia settentrionale e Lazio. In genere è coltivata per ornamento, altrimenti è considerata subspontanea. Nella "Flora d'Italia" di Sandro Pignatti questa pianta è indicata come Tecoma radicans (L.) Juss.

## Alcune specie

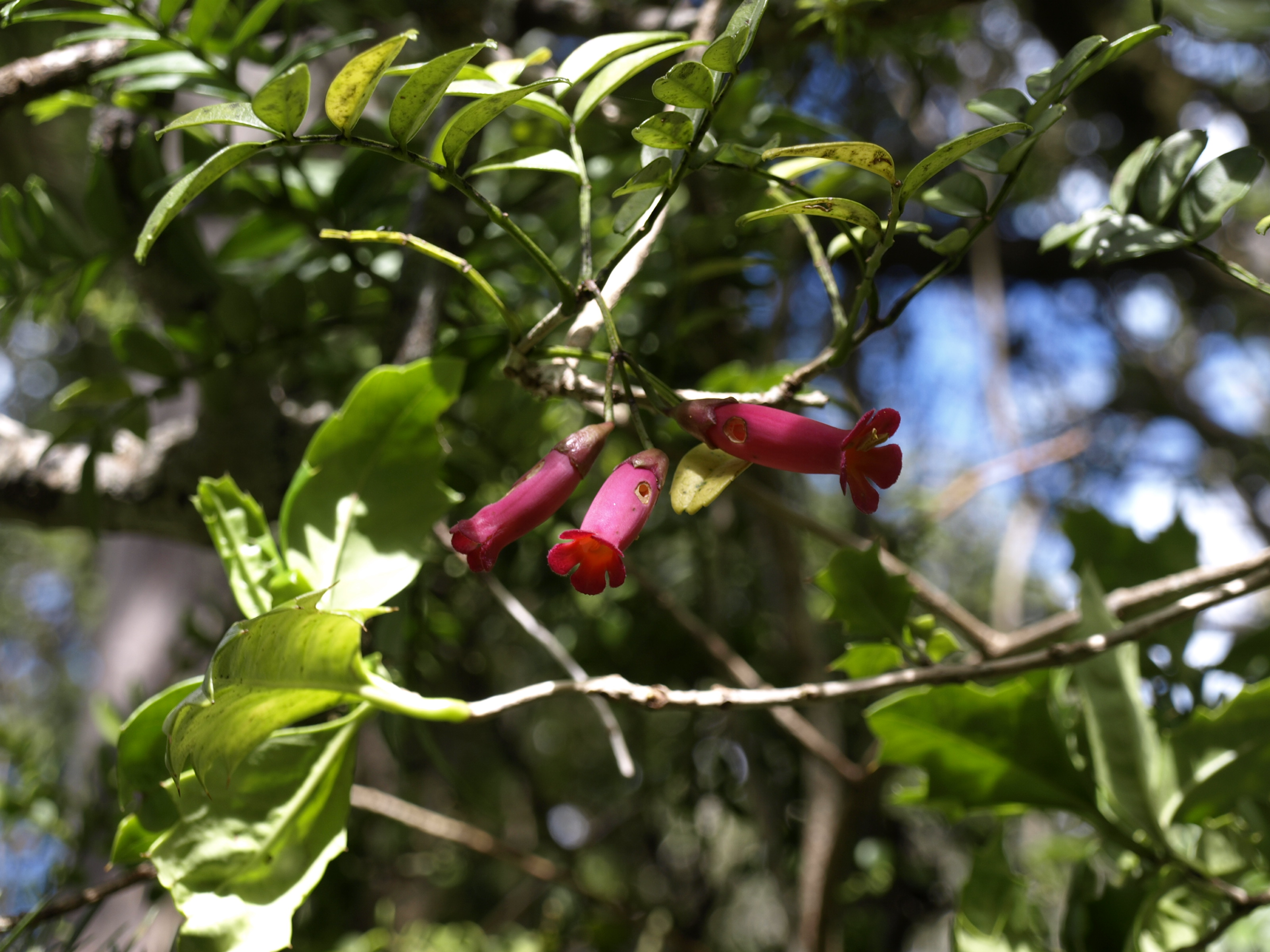
Campsidium valdivianum
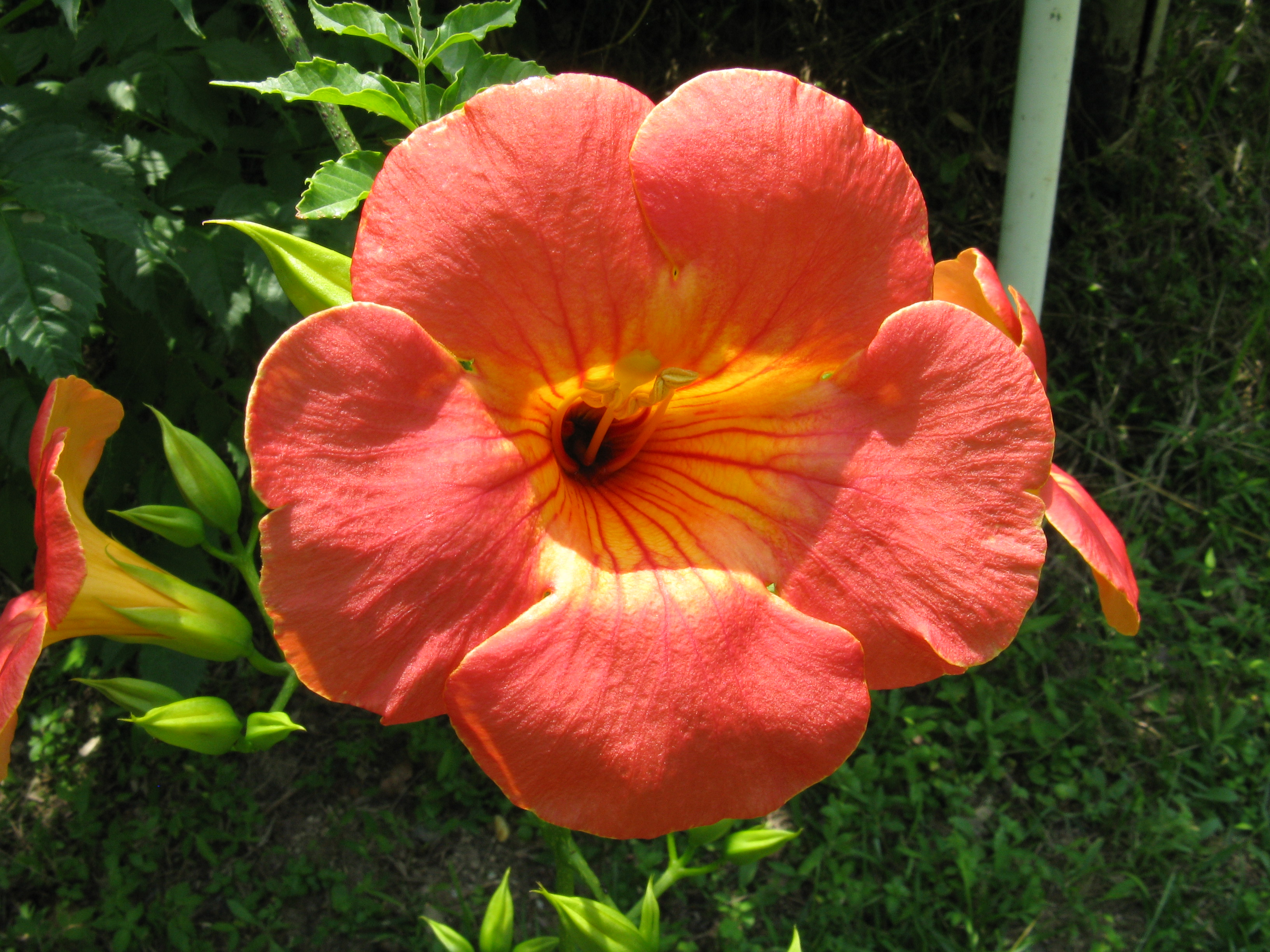
Campsis grandiflora
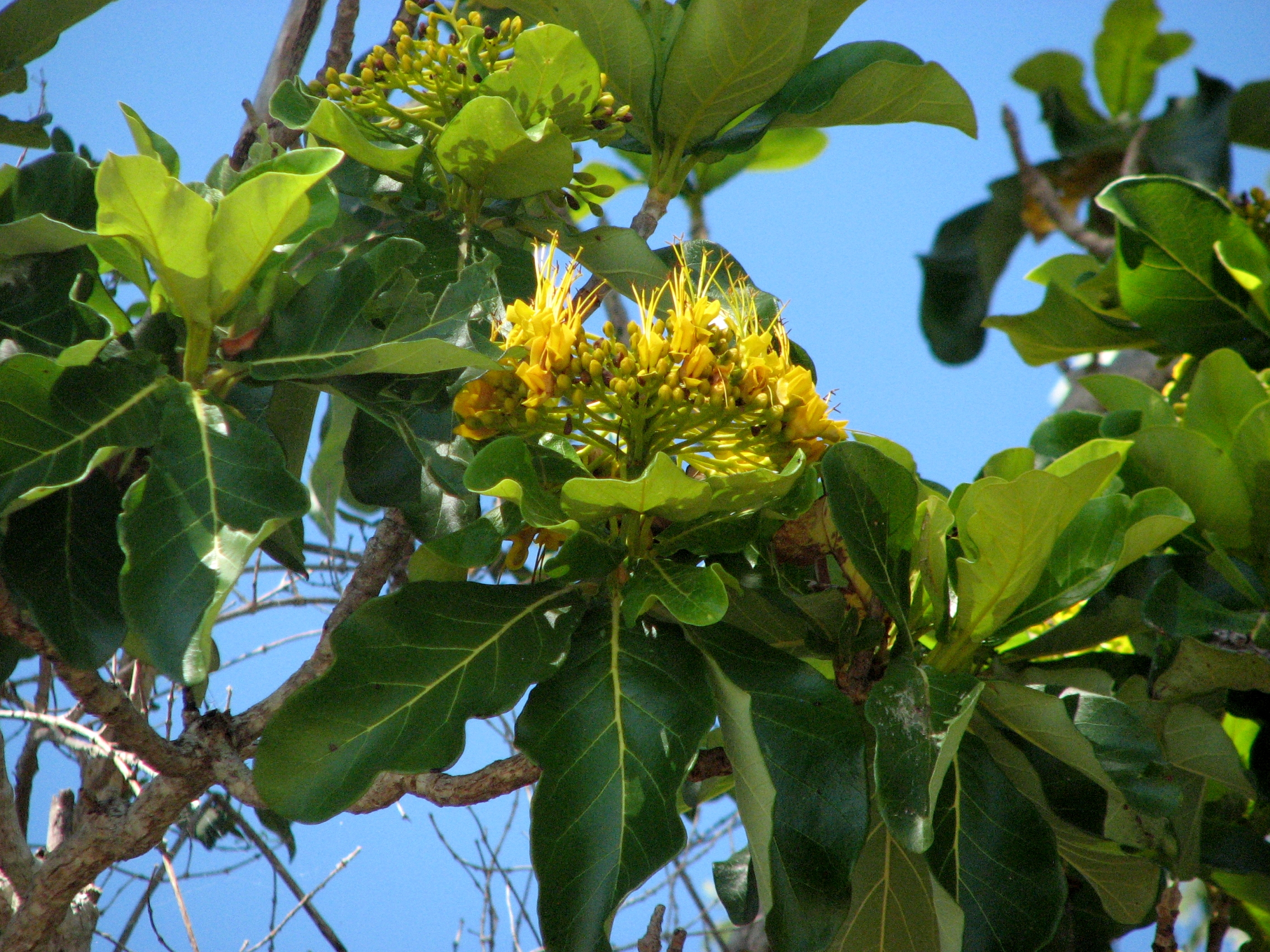
Deplanchea tetraphylla
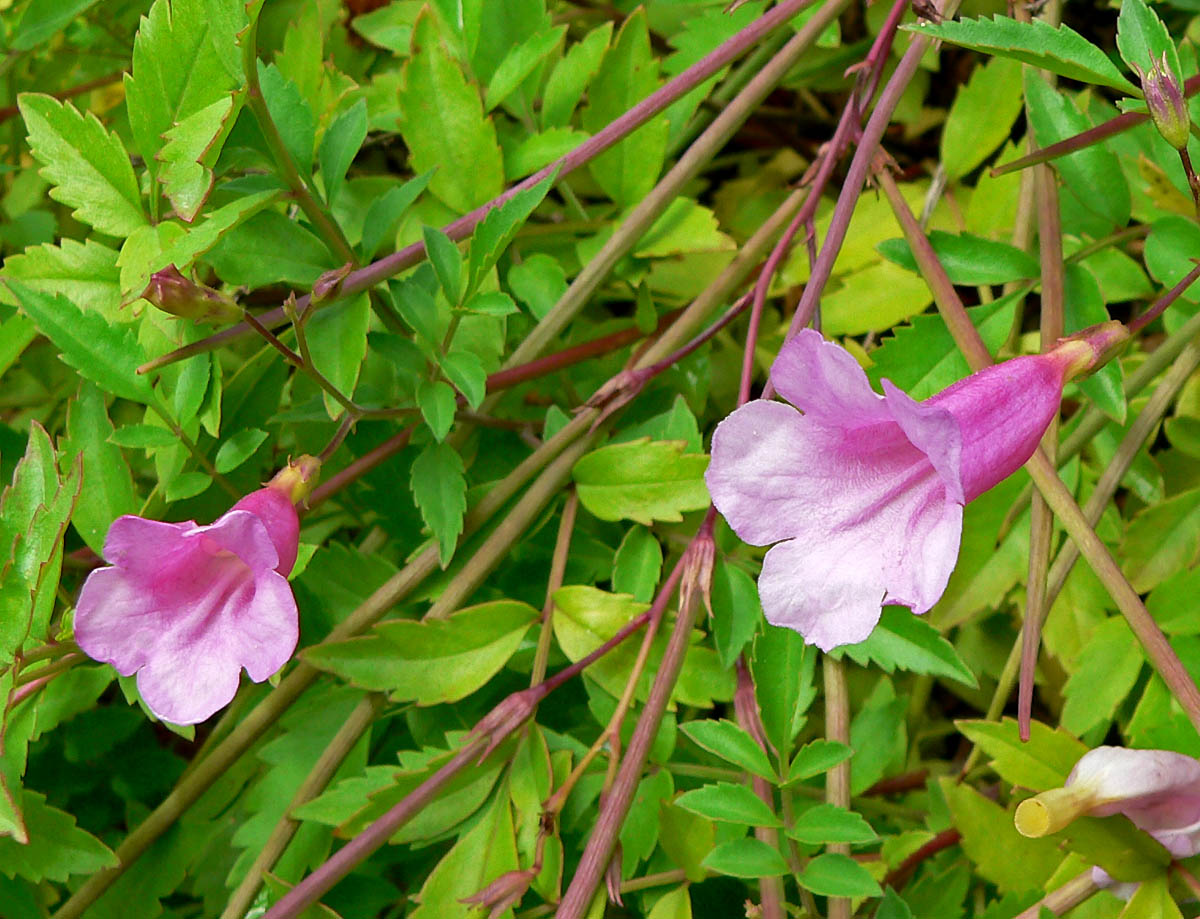
Incarvillea arguta
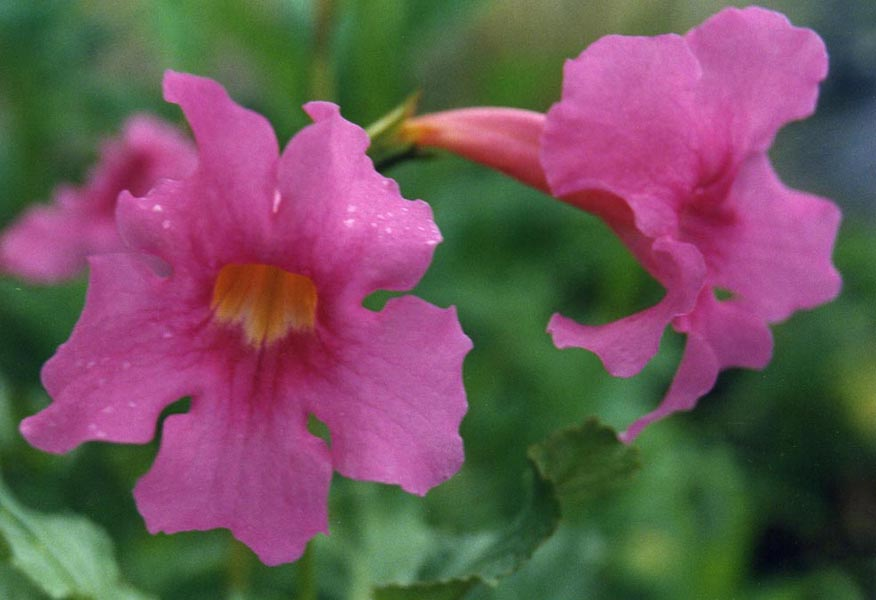
Incarvillea delavayi
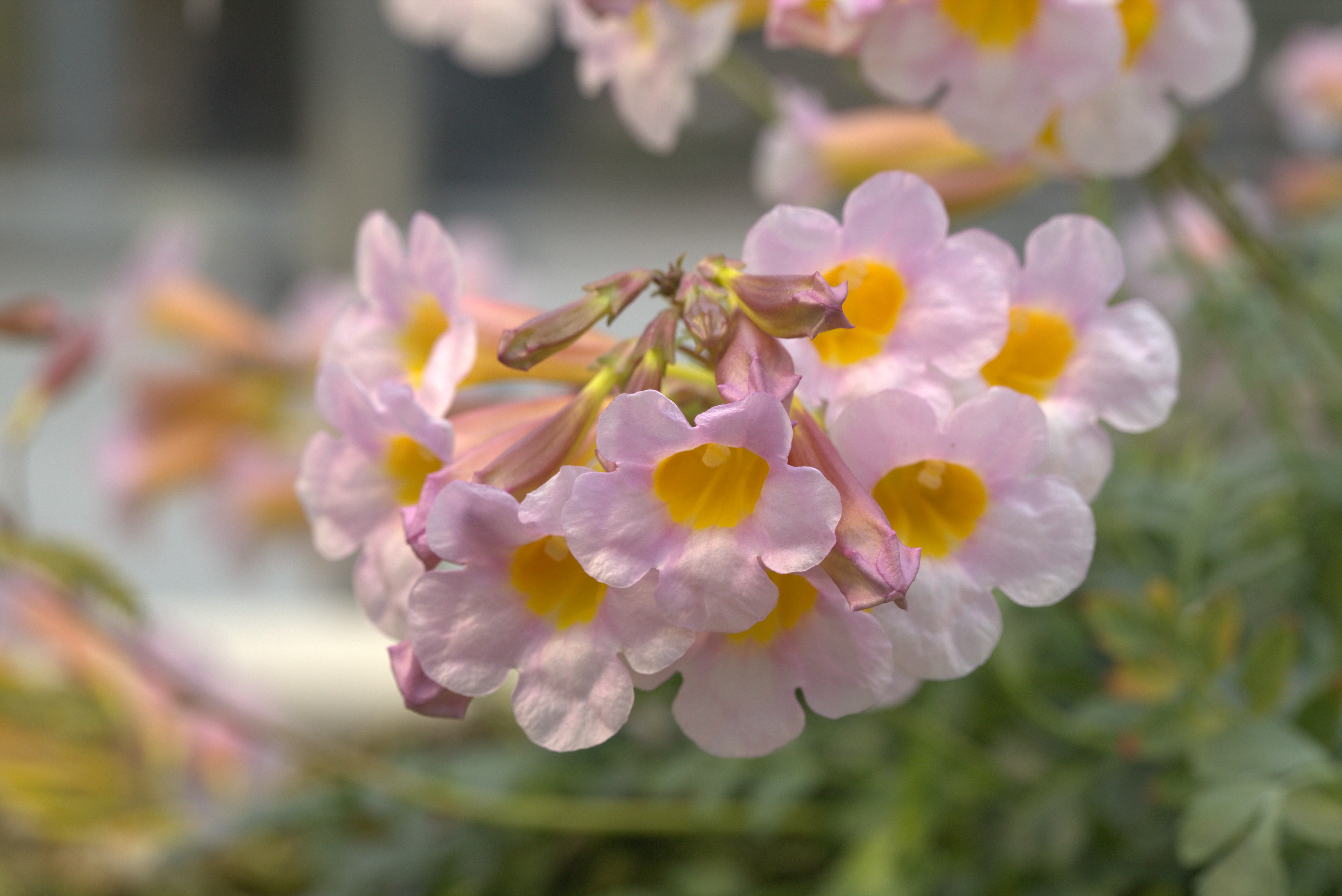
Incarvillea emodi
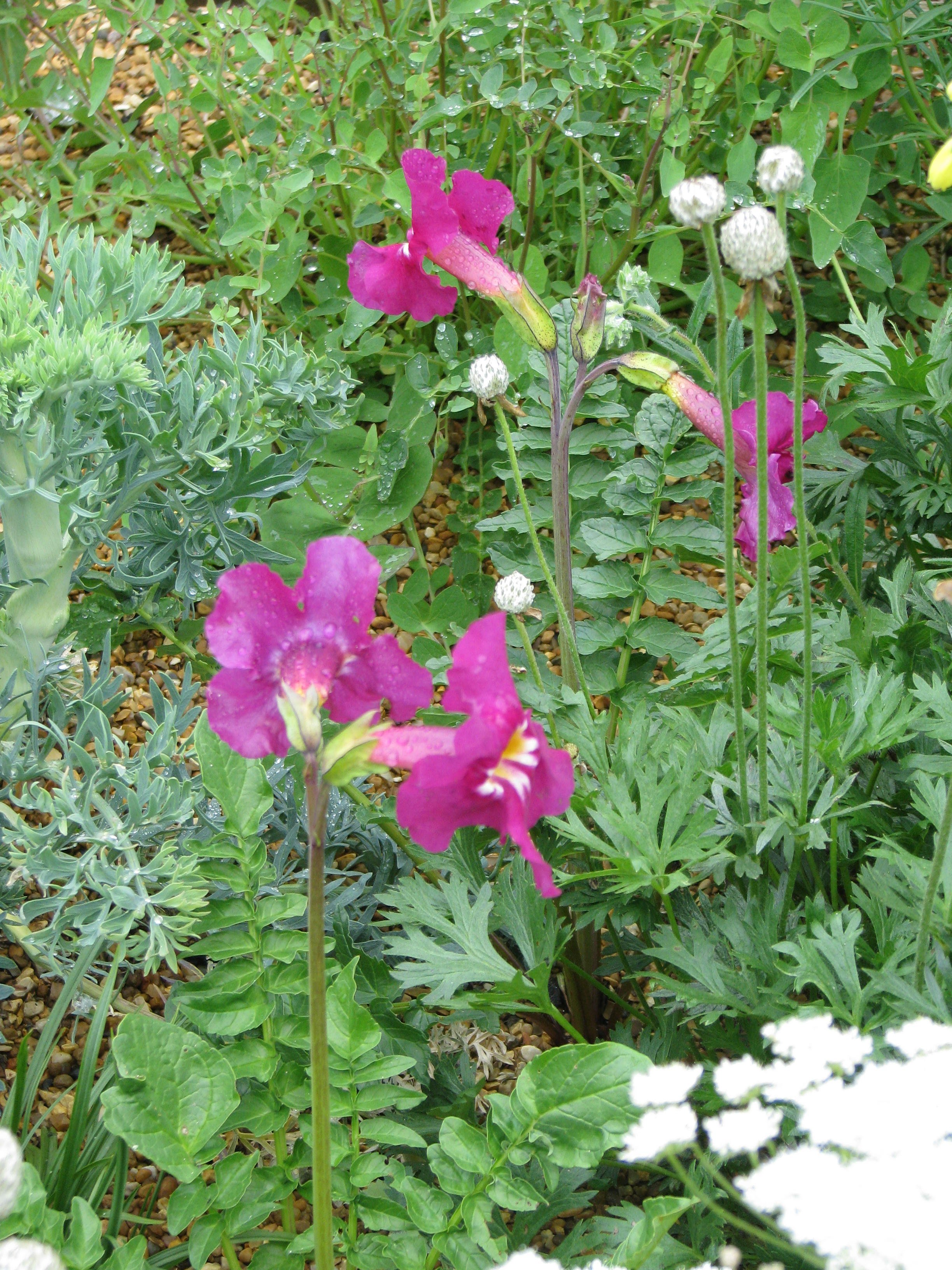
Incarvillea zhongdianensis
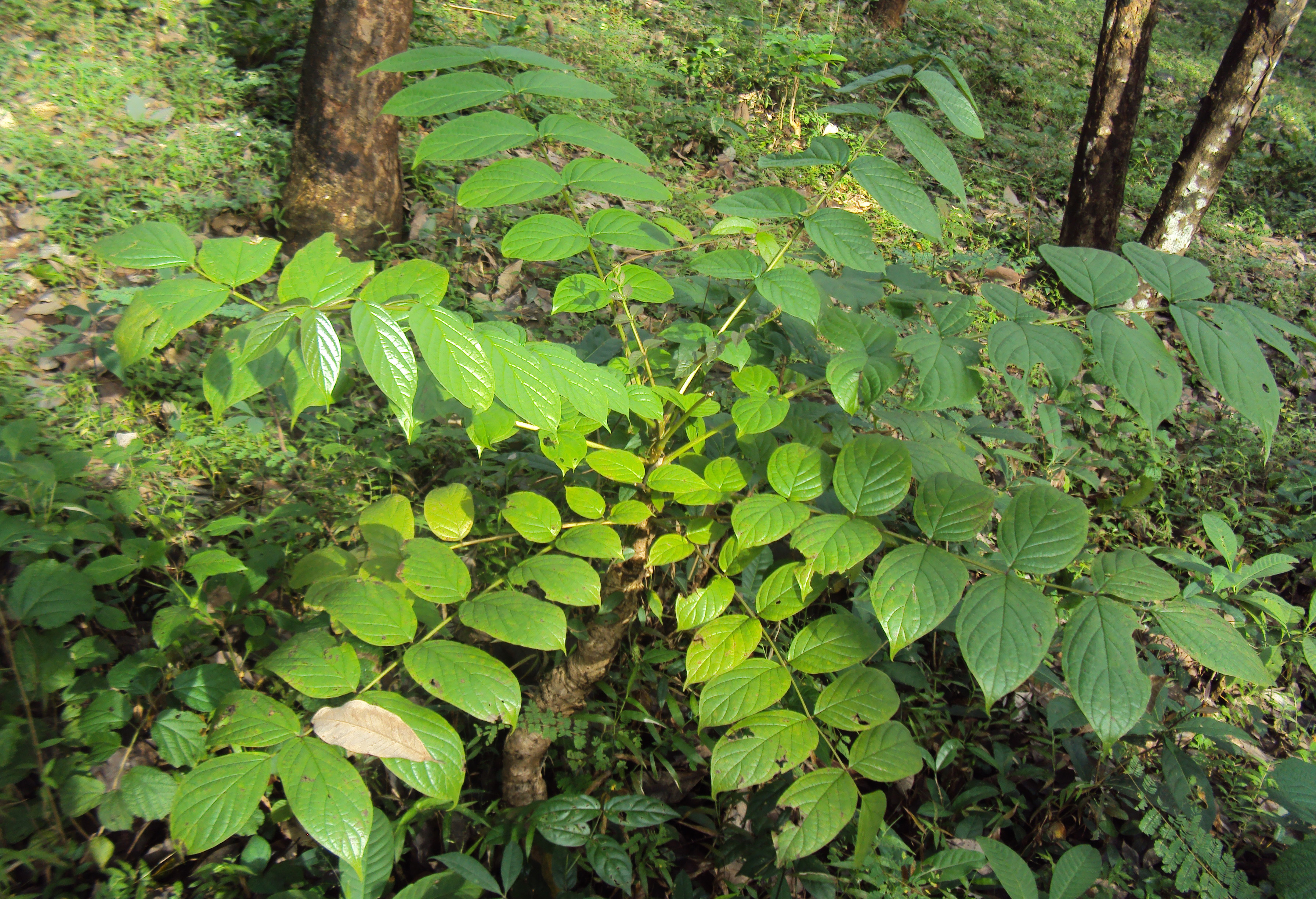
Pajanelia longifolia
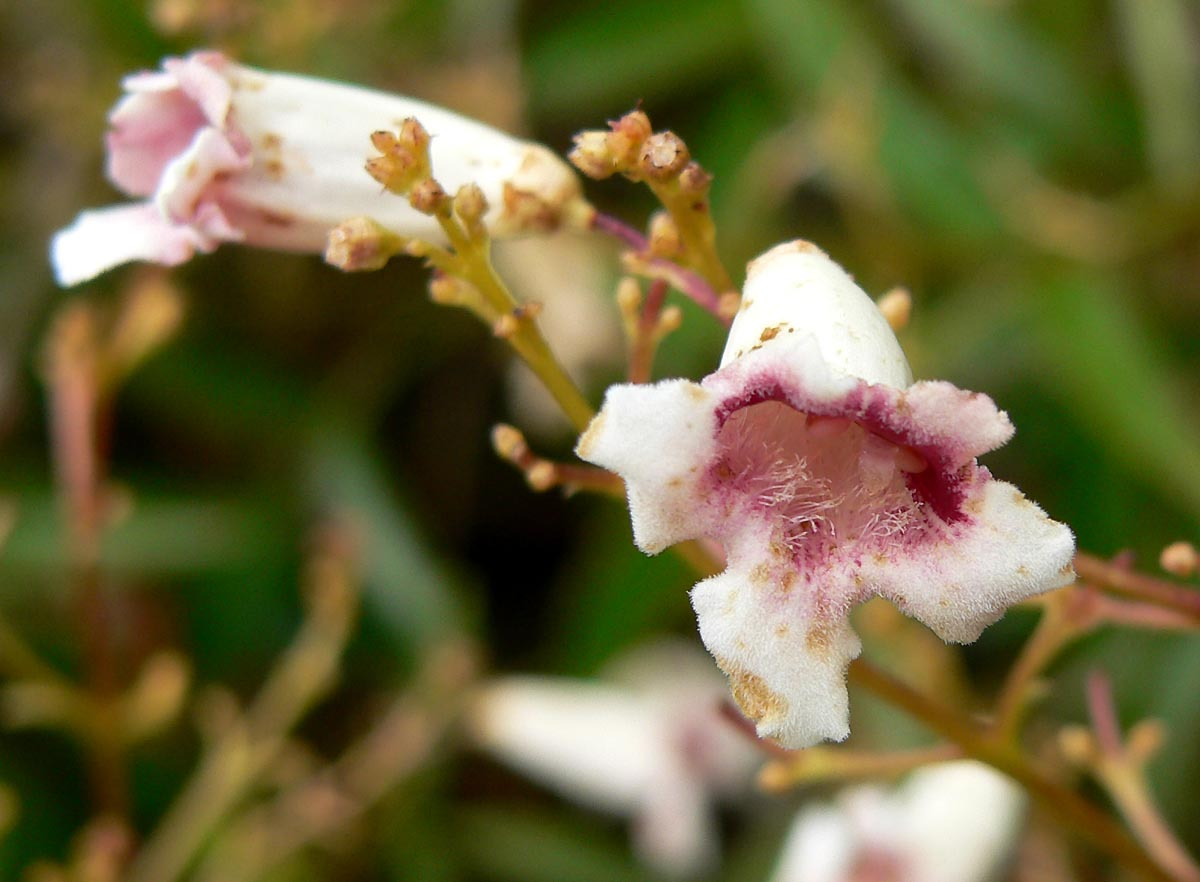
Pandorea pandorana
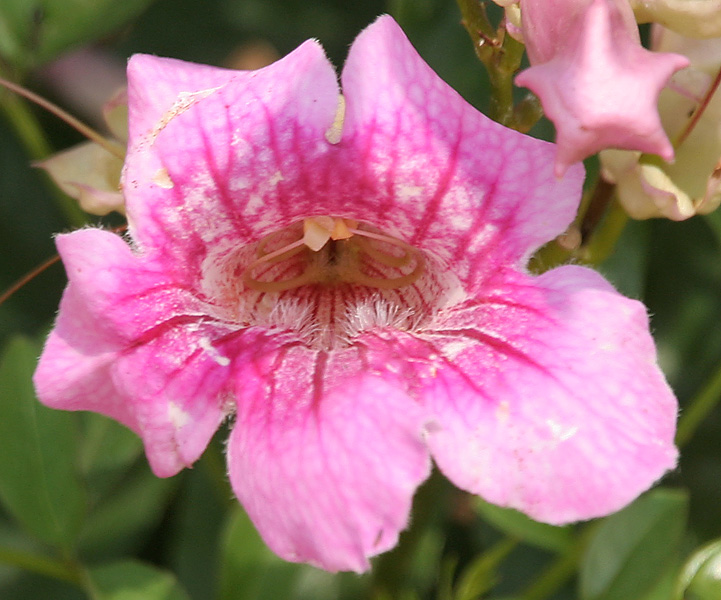
Podranea ricasoliana
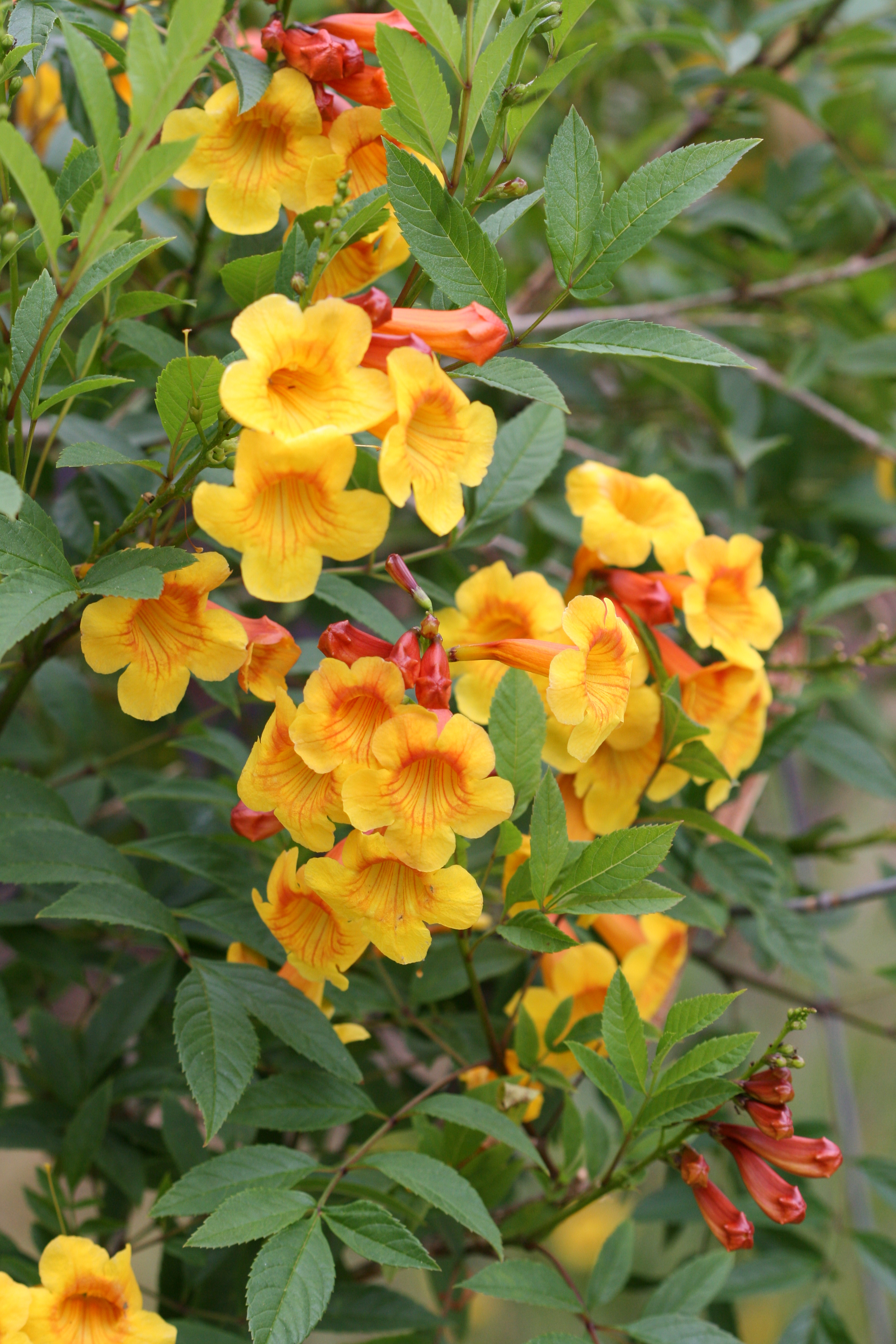
Tecoma fulva
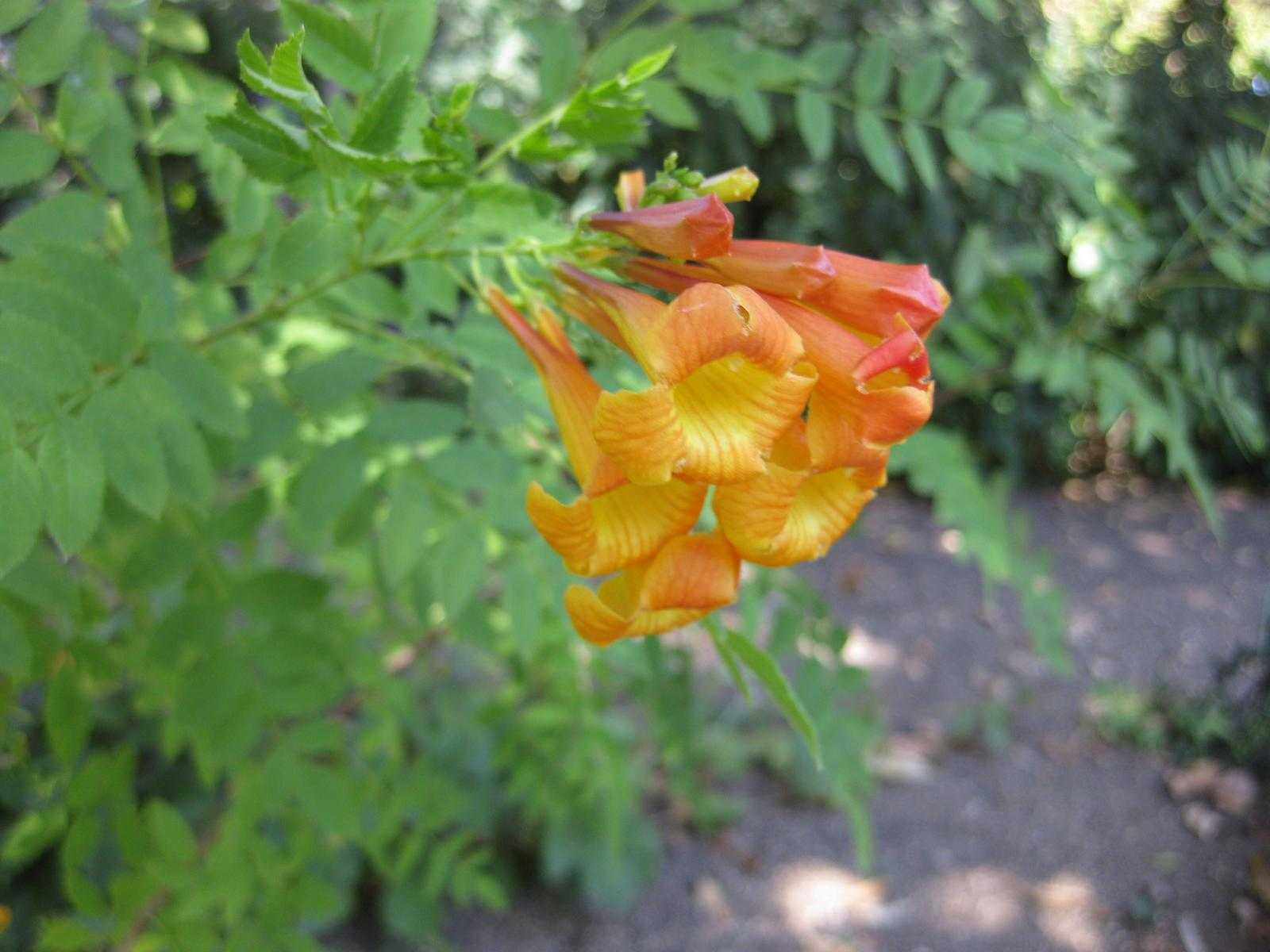
Tecoma nyassae
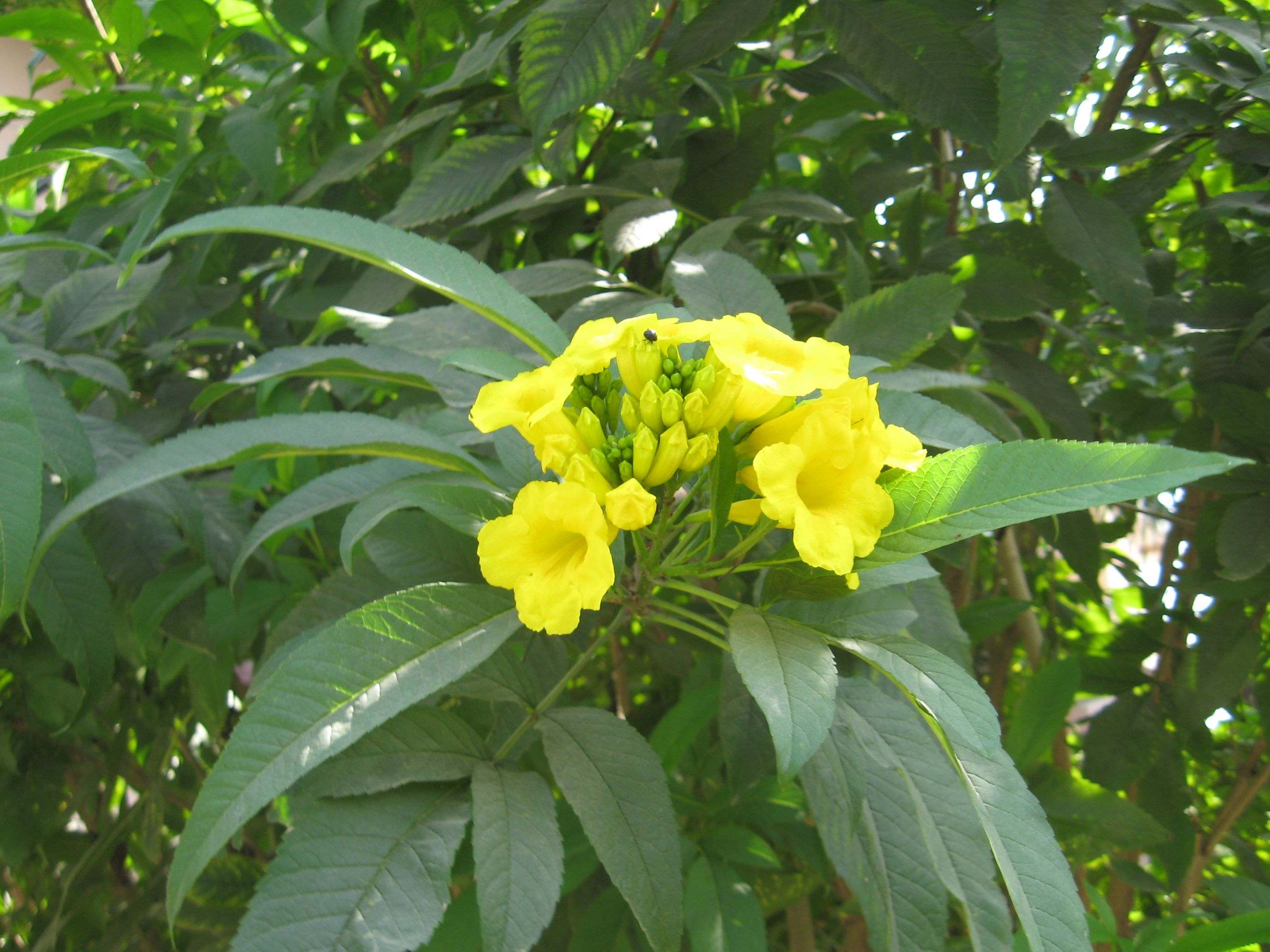
Tecoma stans
Tecomanthe dendrophila
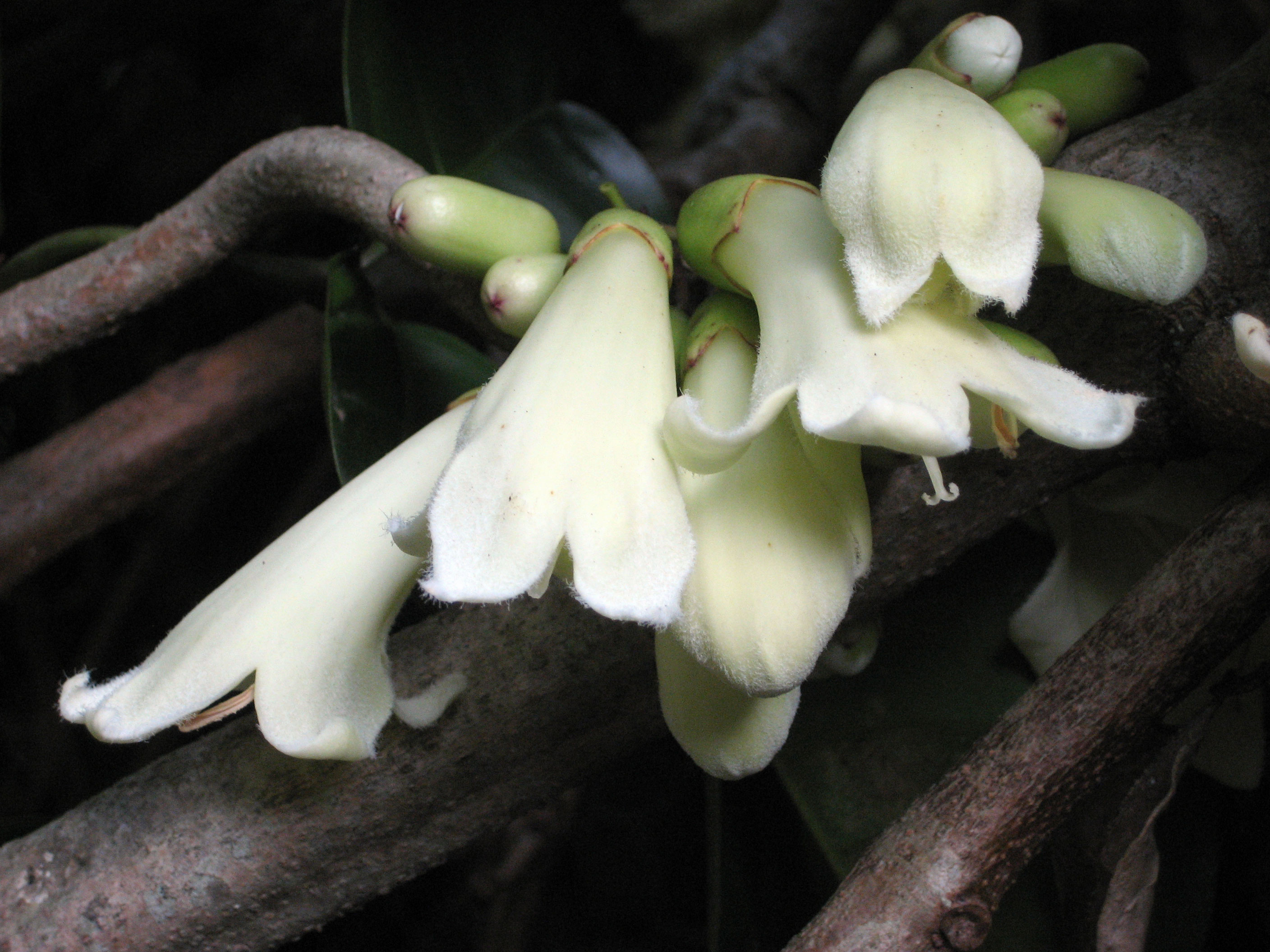
Tecomanthe speciosa